# Lernaeosaccus ophiacanthae
Lernaeosaccus ophiacanthae – gatunek widłonoga z rodziny Chordeumiidae; jedyny przedstawiciel rodzaju Lernaeosaccus. Gatunek i rodzaj opisał w 1951 roku duński zoolog Poul Heegaard. Miejsce typowe to St. 190, Archipelag Palmera (u wybrzeży Półwyspu Antarktycznego), na głębokości 278 m. Gatunek ten jest endopasożytem wężowidła gatunku Ophiacantha disjuncta.